# Heinrich Gottlieb Tzschirner

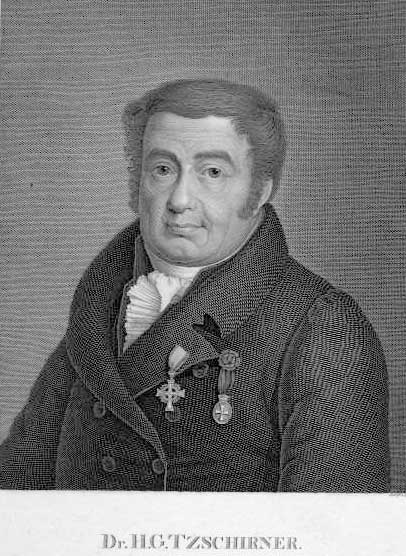
Heinrich Gottlieb Tzschirner

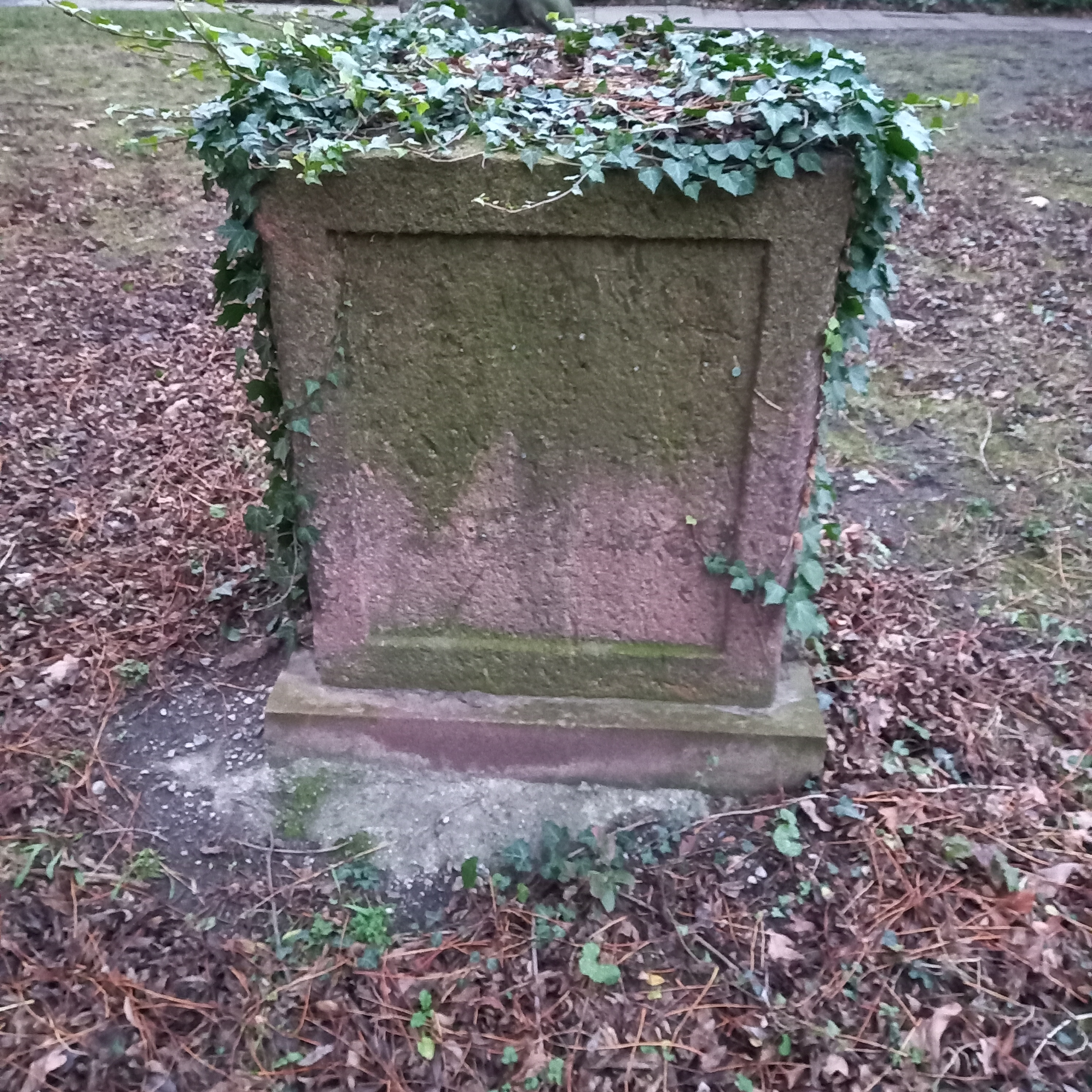
Der Grabstein von Heinrich Gottlieb Tzschirner auf dem Alten Johannisfriedhof in Leipzig

Heinrich Gottlieb Tzschirner (* 14. November 1778 in Mittweida; † 17. Februar 1828 in Leipzig) war ein deutscher evangelischer Theologe.

## Leben

### Herkunft
Geboren als Sohn des Mittweidaer einstigen Diakons und späteren Pfarrers Christoph Gottlieb Tzschirner († 1801) und seiner Frau Johanna Dorothea Pfeiffer, hatte er anfänglich Unterricht bei Hauslehrern in seinem Geburtsort. Mit 14 Jahren besuchte er das Lyzeum in Chemnitz, wo er den Unterricht des damaligen Rektors Johann Gottfried Rothe und des Konrektors Johann Theophilus Lessing (1732–1808) genoss. Während seiner dortigen Schulzeit befreundete er sich unter anderem mit Karl Heinrich Ludwig Pölitz (1772–1838), Karl Gottlieb Bretschneider (1776–1848), Julius Friedrich Winzer (1778–1845), Victorin Gottfried Facilides (1777–1841) und Daniel Amadeus Neander (1775–1869).

### Familie
Tzschirner heiratete in erster Ehe 1806 Auguste Klotzsch († 1817), aus der Ehe gingen keine Kinder hervor. Aus seiner zweiten Ehe mit Marianne Schlemm hinterließ er vier Kinder.

### Studium
1796 bezog er die Universität Leipzig, hörte Philologie bei Christian Daniel Beck und wurde Mitglied der philologischen Gesellschaft desselben. Weiter hörte Tzschirner Philosophie bei Ernst Platner (1744–1818), Karl Adolph Cäsar (1744–1810) und Karl Heinrich Heydenreich (1764–1801), Geschichte bei Beck und Ernst Carl Wieland (1755–1828), die theologischen Wissenschaften bei Johann Friedrich Burscher (1732–1805), Johann Georg Rosenmüller (1736–1815), Johann August Wolf (1750–1809), Karl August Gottlieb Keil (1754–1818) und Johann August Heinrich Tittmann (1773–1831), Hebräisch bei Christian Gottlieb Kühnöl (1768–1841), sowie Friedrich August Carus (1770–1807) und Arabisch bei Ernst Friedrich Karl Rosenmüller (1768–1835). Zugleich wurde er Mitglied der Lateinischen Gesellschaft.

### Akademische Laufbahn
Nachdem er in Dresden sein Kandidatenexamen ehrenvoll bestanden hatte, absolvierte er in Leipzig am 27. Februar 1800 den akademischen Grad eines Magisters der Philosophie, habilitierte er sich auf Anraten seines Dresdner Examinators Franz Volkmar Reinhard (1753–1812) am 23. Februar 1800 mit der dreiteiligen Dissertation Observationes Pauli apostoli epistolarum scriptoris ingenium concernentes als Magister legens an der Universität Wittenberg und wurde am 26. Februar desselben Jahres Adjunkt der philosophischen Fakultät. Nachdem er ein Jahr in Wittenberg Vorlesungen gehalten hatte, reiste er nach Mittweida zu seinem kranken Vater, wo er vom Magistrat zum Diakon in Mittweida berufen wurde. Vier Jahre lang hatte sich Tzschirner dort auch literarisch betätigt und mit seinem groß angelegten Band der Geschichte der Apologetik des Christentums auf sich aufmerksam gemacht. Diese Anerkennung brachte ihm 1805 eine Extraordinierte Professur der Theologie an der Universität Wittenberg ein.
In dieser Funktion verwaltete er die kurfürstlichen Stipendiaten, avancierte unter Karl Ludwig Nitzsch (1751–1831) zum Lizentiaten der Theologie und verteidigte am 28. November 1805 seine Disputation de dignitate homnis per religionem christiam adserta et declarata. Vit. Ex officina Melzeriana. Am 2. Dezember fand in der Wittenberger Schlosskirche seine feierliche Doktorpromotion statt. Michael Weber (1754–1833) war sein Promoter und der Prokanzler Nitzsch hielt daraufhin eine Rede über de vi, quam habeat Apologetice ad theologiam universam persiciendam. Im Anschluss wurde Tzschirner von Weber zum Doktor der Theologie kreiert. Dann hielt Tschirner eine kurze Ansprache und die Feierlichkeit endete mit dem Te Deum laudamus. Damit hatte er die Voraussetzungen einer ordentlichen Professur erfüllt, die er am 7. Dezember antrat. In seiner Tätigkeit als Wittenberger Professor las er über natürliche Religion, Religions- und Kirchengeschichte, sowie Dogmatik und Dogmengeschichte.

## Theologische Auffassungen
Dabei war für ihn die Vernunftidee der Sittlichkeit, oberstes Prinzip der christlichen Glaubenslehre. So war es ihm wichtig an der heiligen Schrift festzuhalten, was bei ihm einem sittlichen Bedürfnis entsprach. Die göttliche Offenbarung verwarf er dabei nicht, aber in seinem ethisch-kritischen Rationalismus zog er sie aus der Sphäre des der Vernunft Unerreichbaren herab, indem er in ihr nur eine Bestätigung der Wahrheit der Vernunftreligion durch einen Gesandten Gottes erblickte. Nach dem Tod seines einstigen Professors Wolf bot sich Tzschirner 1809 in Leipzig ein größerer Wirkungskreis. Daher wechselte er auf die Universität Leipzig als vierter Professor und wurde 1811 Rektor der Leipziger Hochschule. Als sächsischer Patriot begleitete er seine heimatlichen Truppen unter Karl August von Sachsen-Weimar, als Feldpropst bis nach Tournay. Zurückgekehrt wurde er 1815 Archidiakon an der Thomaskirche, Superintendent der Leipziger Diözese und Assessor am Leipziger Konsistorium.
Der in Leipzig Kirchengeschichte, Dogmatik und Homiletik lesende Tzschirner, war in seinem Denken von Immanuel Kant beeinflusst. Er trat daher für einen gemäßigten ethisch-kritischen Rationalismus und einen konstitutionellen reformistischen Liberalismus ein, aus dem die Grundlagen seines rationalistischen Supranaturalismus erwuchsen. Tzschirner rückte in die dritte Leipziger theologische Professur auf, wurde damit verbunden Kanoniker in Zeitz. Nachdem er 1818 zweiter Professor geworden war, übernahm er damit verbunden die Domherrnstelle in Meißen. Die großen Anstrengungen, die er in seiner Zeit ertrug, reflektierten sich auch in einem immer schlechter werdenden Gesundheitszustand. Im Winter 1823 erkrankte Tzschirner an Stickhusten, der sich in immer zunehmenden Atembeschwerden äußerte. Auch Kuren brachten keine gesundheitlichen Besserungen, so dass er schließlich 1828 verstarb.

## Werkauswahl

### Monographien
- Geschichte der Apologetik. Erster Teil, Leipzig 1805.
- Ueber die Verwandtschaft der Tugenden und der Laster: ein moralisch – anthropologischer Versuch. Vogel, Leipzig 1809. (Digitalisat)
- Predigten. Vogel, Leipzig 1812. (Digitalisat Band 1), (Band 2), (Band 3), (Band 4)
- Ueber Johann Matthias Schröckh’s Leben, Charakter und Schriften. Leipzig 1812.
- Ueber den Krieg. Leipzig 1815 (online – Internet Archive).
- Die Ehe aus dem Gesichtspunkte der Natur, der Moral und der Kirche betrachtet. Baumgärtner, Leipzig 1819. (Digitalisat)
- Die Sache der Griechen, die Sache Europas. Vogel, Leipzig 1821. (Digitalisat)
- Protestantismus und Katholicismus aus dem Standpuncte der Politik. Leipzig 1822; 4. Ausg. 1824 (Digitalisat).
- Die Gefahr einer Deutschen Revolution. Fleischer, Leipzig 1823. (Digitalisat)
- Die Rückkehr katholischer Christen im Grossherzogthume Baden zum evangelischen Christenthume. Fleischer, Leipzig 1823 (Digitalisat).
- Das Reactionssystem, dargestellt und geprüft. Fleischer, Leipzig 1824. (Digitalisat)
- Johann David Goldhorn (Hrsg.): Predigten, gehalten von Heinrich Gottlieb Tzschirner , 4 Bände, Hinrichs, Leipzig 1828–1929. (online – Internet Archive Bd. 1 (1817–1819)).
- Der Fall des Heidenthums. Barth, Leipzig 1829. (Digitalisat Band 1)

### Herausgeber
- Christliche Kirchengeschichte. von Johann Matthias Schröckh 2. Aufl., Leipzig, 1827.
- Memorabilien für das Studium und die Amtsführung des Predigers. Leipzig 1820.